# Гросенраде
Гросенраде (нем. Großenrade) — община в Германии, в земле Шлезвиг-Гольштейн.
Входит в состав района Дитмаршен. Подчиняется управлению КЛьГ Бург-Зюдерхаштедт. Население составляет 516 человек (на 31 декабря 2010 года). Занимает площадь 10,4 км².